# 暗南乳魚
暗南乳魚（学名：Galaxias niger），為輻鰭魚綱胡瓜魚目南乳魚科的其中一種。分布澳洲塔斯馬尼亞島的Reservoir湖，為特有種，體長可達8.4公分，屬肉食性，以無脊椎動物為食。
其种加词“niger”意为“黑色的”。